# Rote Quellbinse
Die  Rote Quellbinse (Blysmus rufus), auch als Rotbraune Quellbinse oder Rotbraunes Quellried bezeichnet, ist eine Pflanzenart aus der Gattung der Quellbinsen (Blysmus) innerhalb der Familie der Sauergrasgewächse (Cyperaceae). Sie gedeiht an den Küsten der Nordhalbkugel.

## Beschreibung

### Vegetative Merkmale
Die Rote Quellbinse wächst als sommergrüne, ausdauernde krautige Pflanze und erreicht Wuchshöhen von 5 bis 30, zuweilen bis 40 Zentimetern. Sie bildet lange unterirdische, bogig, verzweigte Ausläufer (Rhizome). Die meist aufrecht wachsenden blühenden Stängel sind bis zur Mitte beblättert und an der Basis im Querschnitt rund, weiter ober mehr oder minder rund und glatt und grau-grün gefärbt. Die parallelnervigen, blaugraugrün gefärbten, 3 Millimeter breiten sowie etwa 20 Zentimeter langen Laubblätter sind flach und schwach rinnig aber ungekielt und stets kürzer als der Stängel. Die Blattscheiden sind rund. Die vordere Scheidenwand ist häutig und die hinteren Scheidenwände sind sehr weit nach vorne übergreifend. Die Scheidenmündung ist kreisrund mit ausgeprägtem Hautkragen.

### Generative Merkmale
Blütezeit ist Mai bis September. In einem endständigen, 1 bis 2 Zentimeter langen, zweizeiligen ährigen Blütenstand stehen drei bis acht Ährchen zusammen. Am Grund des Blütenstandes gibt es ein spelzenartiges, kleines Tragblatt, welches nicht länger als 3 Zentimeter wird. Die Ährchen sind eiförmig bis lanzettlich, 4 bis 7 Millimeter lang und 1 bis 3 Millimeter breit. Die Spelzen sind kastanienbraun mit schmalem hyalinem Rand und ohne grünen Mittelnerv. Die Einzelblüten besitzen drei weichhaarige Blütenhüllborsten. Jede Blüte hat 3 Staubblätter und 2 Narben. Die Frucht ist (ohne Griffel gemessen) 3,5 Millimeter lang, 1,5 Millimeter breit, länglich elliptisch, zusammengedrückt und in den langen Griffelrest verschmälert.
Die Chromosomenzahl beträgt 2n = 40.

## Unterschied zu ähnlichen Arten
Ähnlich ist die Zusammengedrückte Quellbinse (Blysmus compressus). Diese verfügt jedoch über im Querschnitt rundlich zusammengedrückte, gekielte Blätter. Die Spelzen sind rotbraun. Die Blütenhülle besteht aus drei bis sechs rauen Blütenhüllborsten.

## Vorkommen
Die Rote Quellbinse gedeiht hauptsächlich an den Küsten von Europa bis Sibirien und der Mongolei und vom subarktischen Nordamerika bis Kanada vor. In Europa kommt sie in Großbritannien, Irland, den Niederlanden, Deutschland, Dänemark, Norwegen, Schweden, Finnland, Polen, in der Slowakei, im Baltikum, Montenegro, Belarus und in Russland vor. Die Rote Quellbinse wächst fast ausschließlich in Salzwiesen der Küsten oder auch Binnensalzstellen. Sie ist die Kennart der Pflanzengesellschaft (Assoziation) der Quellried-Salzbinsen-Rasen (Blysmetum rufi Du Rietz 1925 em. Gilln. 1960) aus dem Verband Armerion maritimae.
In Mitteleuropa kommt sie fast ausschließlich in Wattwiesen an der Nord- und Ostseeküste vor; dort ist sie selten, und sie fehlt auch gebietsweise. An sandigen Stränden findet man sie nur in Dünentälern (in Mecklenburg-Vorpommern beispielsweise in Greifswald, Grimmen und in Sülze; in Sachsen-Anhalt um Halle z. B. bei Artern, aber nicht in der Umgebung der Salzbergwerke in Osthessen oder im südlichen Elsass), in der Schweiz und in Österreich fehlt sie. Die Rote Quellbinse ist eine der wenigen mitteleuropäischen Pflanzenarten, die an einen salzhaltigen Untergrund gebunden sind. Zwar kann sie auch an kochsalzarmen Stellen für einige Zeit wachsen, sie gedeiht dort aber nicht optimal.
Die Rote Quellbinse kommt in Deutschland selten, meist nur mit kleinen oder sehr ungleichmäßigen Beständen vor.
Die Rote Quellbinse gedeiht am besten auf salz-, vornehmlich kochsalzhaltigen Böden, die ziemlich verdichtet sein sollten; sie erträgt nur mäßig hohe Konzentrationen an Stickstoff.

## Gefährdung in Deutschland
Die Rote Quellbinse wurde 1996 in der Roten Liste der gefährdeten Farn- und Blütenpflanzen Deutschlands stark gefährdet bewertet. In den Bundesländern Brandenburg und Berlin sowie Sachsen-Anhalt gilt die Art als ausgestorben. In Schleswig-Holstein und Mecklenburg-Vorpommern ist die Pflanze vom Aussterben bedroht. auch in Niedersachsen ist sie stark gefährdet. Derzeit gehen ihre Bestände stark zurück. Gründe für den Rückgang sind unter anderem das Brachfallen extensiv genutzter Frisch- und Feuchtwiesen, die ausbleibende Überflutung von Salzwiesen und Marschen aufgrund von Küstenschutzmaßnahmen sowie die Trockenlegung von Feuchtwiesen.

## Taxonomie
Die Rote Quellbinse wurde von William Hudson 1778 als Schoenus rufus in Flora Anglica ed.2, Band 1, S. 15 erstbeschrieben. Die Art wurde 1827 von Johann Heinrich Friedrich Link in Hortus Regius Botanicus Berolinensis descriptus in Band 1, S. 278 als Blysmus rufus (Huds.) Link in die Gattung Blysmus gestellt. Ein Synonym ist Scirpus rufus (Huds.) Schrad. Sie wird auch als Blysmopsis rufa (Huds.) Oteng-Yeb. in die Gattung Blysmopsis gestellt.